# Mattias Samuelsson
Mattias Samuelsson (né le 14 mars 2000 à Voorhees dans l'État du New Jersey aux États-Unis) est un joueur professionnel américain de hockey sur glace. Il évolue au poste de défenseur.

## Biographie

### Carrière en club
Il est repêché en 2e ronde, 32e au total, par les Sabres de Buffalo au Repêchage d'entrée dans la LNH 2018. Il signe son contrat d'entrée de 3 ans avec les Sabres, le 25 mars 2020. Il fait ses débuts dans la LNH, le 18 avril 2021, dans un match face aux Penguins de Pittsburgh. 

### Vie privée
Il est le fils de Kjell Samuelsson.

## Statistiques

### En club
| Saison     | Équipe                      | Ligue      |     | Saison régulière | Saison régulière | Saison régulière | Saison régulière | Saison régulière |   | Séries éliminatoires | Séries éliminatoires | Séries éliminatoires | Séries éliminatoires | Séries éliminatoires |
| Saison     | Équipe                      | Ligue      | PJ  | B                | A                | Pts              | Pun              | PJ               | B | A                    | Pts                  | Pun                  |                      |                      |
| 2015-2016  | Northwood School            | USHS       | 47  | 14               | 15               | 29               | 18               | -                | - | -                    | -                    | -                    |                      |                      |
| 2016-2017  | USNTDP                      | USHL       | 30  | 5                | 5                | 10               | 26               | -                | - | -                    | -                    | -                    |                      |                      |
| 2017-2018  | USNTDP                      | USHL       | 23  | 4                | 10               | 14               | 64               | -                | - | -                    | -                    | -                    |                      |                      |
| 2018-2019  | Broncos de Western Michigan | NCHC       | 35  | 5                | 7                | 12               | 37               | -                | - | -                    | -                    | -                    |                      |                      |
| 2019-2020  | Broncos de Western Michigan | NCHC       | 30  | 2                | 12               | 14               | 41               | -                | - | -                    | -                    | -                    |                      |                      |
| 2020-2021  | Americans de Rochester      | LAH        | 23  | 3                | 10               | 13               | 12               | -                | - | -                    | -                    | -                    |                      |                      |
| 2020-2021  | Sabres de Buffalo           | LNH        | 12  | 0                | 2                | 2                | 4                | -                | - | -                    | -                    | -                    |                      |                      |
| 2021-2022  | Americans de Rochester      | LAH        | 22  | 2                | 13               | 15               | 16               | -                | - | -                    | -                    | -                    |                      |                      |
| 2021-2022  | Sabres de Buffalo           | LNH        | 42  | 0                | 10               | 10               | 16               | -                | - | -                    | -                    | -                    |                      |                      |
| 2022-2023  | Sabres de Buffalo           | LNH        | 55  | 2                | 8                | 10               | 20               | -                | - | -                    | -                    | -                    |                      |                      |
| 2023-2024  | Sabres de Buffalo           | LNH        | 41  | 1                | 6                | 7                | 26               | -                | - | -                    | -                    | -                    |                      |                      |
| Totaux LNH | Totaux LNH                  | Totaux LNH | 150 | 3                | 26               | 29               | 66               | -                | - | -                    | -                    | -                    |                      |                      |

### En équipe nationale
| Année | Compétition                  |   | PJ | B | A | Pts | Pun               |  | Résultat |
| 2018  | Championnat du monde -18 ans | 7 | 1  | 1 | 2 | 6   | Médaille d'argent |  |          |
| 2019  | Championnat du monde junior  | 7 | 0  | 0 | 0 | 0   | Médaille d'argent |  |          |
| 2020  | Championnat du monde junior  | 5 | 0  | 0 | 0 | 6   | 6e place          |  |          |

## Trophées et honneurs personnels

### NCHC
- 2019-2020 : nommé dans l'équipe d'étoiles des mentions honorables.